# ایست دوک (اکلاهما)
ایست دوک(به انگلیسی: East Duke) شهری در ایالت اکلاهما کشور ایالات متحده آمریکا است که جمعیت آن در سرشماری سال ۲۰۱۰ میلادی، ۴۲۴ نفر بوده‌است.